# 월드 풋볼 리그
월드 풋볼 리그(World Football League, WFL)는 1974년에 1975년까지 설립된 아메리카 대륙의 미식축구이다.

## 역대 커미셔너
| 대수 | 이름              | 임기          | 비고 |
| ---- | ----------------- | ------------- | ---- |
| 1    | 게리 L. 데이비슨  | 1973년~1974년 | 빈칸 |
| 2    | 크리스토퍼 헤미터 | 1974년~1975년 | 빈칸 |

## 역대 WFL 팀 (1974년~1975년)
| 팀                  | 연고지                    | 경기장                              | 수용인원           | 리그 참가기간 |
| ------------------- | ------------------------- | ----------------------------------- | ------------------ | ------------- |
| 버밍햄 아메리칸스   | 앨라배마주 버밍햄         | 리전 필드                           | 71,594명           | 1974년        |
| 버밍햄 벌컨포스     | 앨라배마주 버밍햄         | 리전 필드                           | 71,594명           | 1975년        |
| 시카고 파이어       | 일리노이주 시카고         | 솔저 필드                           | 61,500명           | 1974년        |
| 시카고 윈즈         | 일리노이주 시카고         | 솔저 필드                           | 61,500명           | 1975년        |
| 디트로이트 휠즈     | 미시간주 입실랜티         | 라이니어슨 스타디움                 | 30,200명           | 1974년        |
| 플로리다 블레이저스 | 플로리다주 올랜도         | 시트러스 볼                         | 15,900명           | 1974년        |
| 샌안토니오 윙스     | 텍사스주 샌안토니오       | 알라모 스타디움                     | 22,000명           | 1975년        |
| 더 하와이언스       | 하와이주 호놀룰루         | 호놀룰루 스타디움 알로하 스타디움   | 25,000명 50,000명  | 1974년~1975년 |
| 휴스턴 텍슨스       | 텍사스주 휴스턴           | 애스트로돔                          | 44,735명           | 1974년        |
| 슈리브포트 스티머   | 루이지애나주 슈리브포트   | 스테이트 페어 스타디움              | 50,459명           | 1974년~1975년 |
| 잭슨빌 샤크스       | 플로리다주 잭슨빌         | 게이터 볼 스타디움                  | 72,000명           | 1974년        |
| 잭슨빌 익스프레스   | 플로리다주 잭슨빌         | 게이터 볼 스타디움                  | 72,000명           | 1975년        |
| 멤피스 사우스먼     | 테네시주 멤피스           | 리버티 보울 메모리얼 스타디움       | 59,308명           | 1974년        |
| 멤피스 그리즐리스   | 테네시주 멤피스           | 리버티 보울 메모리얼 스타디움       | 59,308명           | 1975년        |
| 뉴욕 스타즈         | 뉴욕주 뉴욕               | 다우닝 스타디움                     | 22,000명           | 1974년        |
| 샬럿 스타즈         | 노스캐롤라이나주 샬럿     | 아메리칸 리즌 메모리얼 스타디움     | 21,000명           | 1974년        |
| 샬럿 호니츠         | 노스캐롤라이나주 샬럿     | 아메리칸 리즌 메모리얼 스타디움     | 21,000명           | 1974년~1975년 |
| 필라델피아 벨       | 펜실베이니아주 필라델피아 | 존 F. 케네디 스타디움 프랭클린 필드 | 102,000명 60,546명 | 1974년~1975년 |
| 포틀랜드 스톰       | 오리건주 포틀랜드         | 시빅 스타디움                       | 21,144명           | 1974년        |
| 포틀랜드 선더       | 오리건주 포틀랜드         | 시빅 스타디움                       | 21,144명           | 1975년        |
| 서던 캘리포니아 선  | 캘리포니아주 애너하임     | 애너하임 스타디움                   | 69,008명           | 1974년~1975년 |